# Ivanne Trebbi
Ivanne Trebbi, coniugata Aloardi (Argelato, 31 gennaio 1928), è una politica e partigiana italiana, deputata per il Partito Comunista Italiano dal 1979 al 1987.
È spesso indicata anche come Ivonne Trebbi.

## Biografia
Ivanne Trebbi è stata partigiana con il nome di battaglia "Bruna", partecipando a partire dall'aprile 1944 al Gruppo di difesa della donna (GDD) di Castel Maggiore e poi alla 4ª Brigata SAP "Venturoli"; arrestata il 5 gennaio 1945, fu rinchiusa nel carcere bolognese di San Giovanni in Monte fino al 23 aprile 1945.
Nel dopoguerra, si candidò a Bologna alle elezioni comunali del 1951 per la lista "Due Torri" (formata dal Partito Comunista Italiano e da indipendenti), venendo eletta in Consiglio comunale con 611 preferenze. Si dimise quindi il 1º aprile 1955, poiché si trasferì a Roma per motivi di lavoro.
Sposata con Giancarlo Aloardi, ha da quel momento usato il doppio cognome "Trebbi Aloardi".
Trasferitasi quindi a Varese, fu anche lì eletta in Consiglio comunale dal 1970 al 1975.
Alle elezioni del 1979 fu eletta deputata nelle file del PCI, grazie a 7 847 preferenze ottenute nella circoscrizione Como-Sondrio-Varese (il capolista Aldo Tortorella optò infatti per il collegio di Milano-Pavia, facendo ripescare la Trebbi); alle successive elezioni del 1983 fu riconfermata nella medesima circoscrizione, con 8 404 preferenze.